# سانتای بد ۲
سانتای بد ۲ یا بابانوئل بد ۲ (انگلیسی: Bad Santa 2) یک فیلم جنایی آمریکایی در سبک کمدی سیاه محصول سال ۲۰۱۶ به کارگردانی مارک واترز، نویسندگی جانی روزنتال و شاون کراس است. که دنباله‌ای بر فیلم سانتای بد محصول ۲۰۰۳ محسوب می‌شود، این فیلم با بازی بیلی باب تورنتون، آنتونی کاکس، برت کلی، کتی بیتس و کریستینا هندریکس همراه است. داستان دربارهٔ یک مجرم و همکارش است که در شب کریسمس قصد دارند به لباس بابانوئل از فروشگاهی سرقت کنند. اما وقتی آنها با پسر دردسر سازی دوست می‌شوند به مشکلاتی برمی‌خورند.
فیلمبرداری در ۱۱ ژانویه ۲۰۱۶ در مونترآل آغاز شد و فیلم در ۲۳ نوامبر ۲۰۱۶ توسط برود گرین پیکچرز در ایالات متحده منتشر شد. برخلاف فیلم اصلی، نقدهای کلی منفی دریافت کرد و ۲۴٫۱ میلیون دلار در سراسر جهان در برابر بودجه ۲۶ میلیون دلاری خود (کمتر از یک سوم ۷۶٫۵ میلیون دلاری فیلم اصلی) فروخت و آنرا به یک بمب گیشه تبدیل کرد.

## بازخوردها
- در راتن تومیتوز بر اساس رای ۱۳۵ منتقد، با میانگین امتیاز ۴٫۲ از ۱۰، دارای امتیاز ۲۳ درصدی است.[۶]
- در متاکریتیک، این فیلم بر اساس رای ۳۶ منتقد، میانگین وزنی امتیاز ۳۸ از ۱۰۰ را دارد که نشان‌دهنده «بررسی‌های عموماً نامطلوب» است.[۷]
- تماشاگران شرکت‌کننده در نظرسنجی سینماسکور به فیلم نمره متوسط «C+» را در مقیاس A+ تا F (کم‌تر از فیلم اول «B») دادند، در حالی که پست‌ترک گزارش داد که تماشاگران فیلم ۶۹٪ امتیاز کلی مثبت و ۵۱٪ «توصیه قطعی» به آن دادند.